# Menhir des Petites Jaunières
Le menhir des Petites Jaunières, appelé aussi le Bonhomme, est situé au Givre, dans le département français de la Vendée.

## Protection
L'édifice est classé au titre des monuments historiques par arrêté du 3 décembre 1980.

## Description
Le menhir est un bloc de granite de 3 m de longueur. Il a été redressé au début du XXe siècle.
Il est parfaitement aligné avec le menhir du Champ du Rocher situé à moins de 600 m à l'ouest.